# Zdeněk Palusga
Zdeněk Palusga (* 27. března 1956 Frýdek-Místek) je český herec, od roku 1998 člen souboru Divadla Na Fidlovačce, od března 2020 člen souboru Divadla na Vinohradech. Je ženatý, má jednoho syna.

## Život
Zdeněk Palusga pochází z Frýdku-Místku. Po studiích na gymnáziu ve Frýdlantě nad Ostravicí vystudoval v roce 1979 činoherní herectví na Janáčkově akademii múzických umění v Brně. V roce 1979 získal angažmá ve Státním divadle O. Stibora v Olomouci (dnes Moravské divadlo), v letech 1988–1992 působil v činohře Divadla F. X. Šaldy v Liberci, poté byl angažován do divadla Labyrint (dnes Švandovo divadlo) v Praze, kde působil nejen jako herec, ale i jako lektor Dětského divadelního studia Praha 5 (zakládající člen). Od roku 1998 hraje v Divadle Na Fidlovačce a od roku 2020 v Divadle na Vinohradech. Spolupracoval také s Divadlem v Řeznické a účinkoval i v pražské Viole, v Divadle J.K.Tyla v Plzni či v Divadle Pod Palmovkou a v Kalichu. Je autorem několika divadelních her – např. Císařovna Rézi, Chytrák Sam a Hlupák Gimpl, Černý kříž aj. Za hru Taxis získal v roce 2013 Cenu Alfréda Radoka za třetí místo v dramatické soutěži.

## Divadelní role (výběr)

### Divadelní studio Marta
- Fjodor Michajlovič Dostojevskij/Ivo Krobot: Bílé noci, On, režie Ivo Krobot , Divadelní studio Marta JAMU Brno
- Anonym/Zoja Mikotová: Aucassin a Nicoletta, Aucassin, režie Zoja Mikotová, Divadelní studio Marta JAMU Brno
- Josef Kajetán Tyl: Strakonický dudák, Kalafuna, režie Zdeněk Kaloč, Divadelní studio Marta JAMU Brno

### Státní divadlo Olomouc
- Richard Nash: Obchodník s deštěm, Jimm, režie Miroslav Krobot, Státní divadlo Olomouc
- Richard Nash: Hrst ohně, Pope, režie Karel Nováček, Státní divadlo Olomouc
- William Shakespeare: Othello, Roderigo, režie Karel Nováček, Státní divadlo Olomouc,
- Valeri Petrov: Tři mušketýři po třiceti letech aneb Čestné mušketýrské, D'Artagnan, režie František Kordula, St. divadlo Olomouc
- Sergej Jesenin: Torzo, Nomach, režie František Čech, Studio Forum Olomouc
- Josef Kajetán Tyl: Strakonický dudák, Švanda, režie Jaromír Pleskot, Státní divadlo Olomouc

### Divadlo F. X. Šaldy
- Milan Uhde: Zvěstování aneb Bedřichu, jsi anděl, Karel Max, režie Petr Palouš, Divadlo F.X.Šaldy Liberec
- Václav Havel: Asanace, Tajemník, režie Petr Palouš, Divadlo F.X.Šaldy Liberec
- Woody Allen: Zahraj to znovu, Same, Allan Felix, režie Pavel Palouš, Divadlo F.X.Šaldy Liberec
- Peter Shaffer: Černá komedie (Komedie potmě), režie Pavel Palouš, Divadlo F.X.ŠAaldy Liberec
- Romain Rolland: Vlci, Teulier, režie L. Bělohradská, Divadlo F.X.Šaldy Liberec
- Peter Shaffer: Amadeus, W. A. Mozart, režie I. Žantovská, Divadlo F.X.Šaldy Liberec

### Divadlo Labyrint
- Georges Neveux: Londýnská zlodějka, On, režie J. Fréhar, Divadlo Labyrint Praha
- Jaroslav Hašek: Josef Švejk aneb Veliká doba si žádá veliké lidi, Bretschneider, režie J. Fréhar, Divadlo Labyrint Praha
- Jaroslav Žák: Škola základ života, Školník, režie Hana Burešová, Divadlo Labyrint Praha
- Zbigniew Herbert: Jeskyně filozofů, Sókratés, režie Jiří Fréhar, Divadlo Labyrint Praha
- Paul Claudel: Proteus, Proteus, režie J. Fréhar, Divadlo Labyrint Praha
- W. Shakespeare: Perikles, král tyrský, Antiochus, režie Karel Kříž, Divadlo Labyrint Prqaha
- P. Poli/I. Omboniová: Hanebný polibek, Doktor aj., režie Karel Kříž, Divadlo Labyrint Praha
- Euripides: Pokořitelé Tróje, režie Karel Kříž, Divadlo Labyrint Praha

### Divadlo Na Fidlovačce
- Stein, Bock, Harnick: Šumař na střeše, Avram, režie Juraj Deák, Divadlo Na Fidlovačce Praha
- M. Leigh, D. Wasserman, J. Darion: Muž z La Manchy, Farář, režie Tomáš Töpfer, Divadlo Na Fidlovačce Praha
- J. Voskovec, J. Werich: Slaměný klobouk, Vezinet, režie Pavel Pecháček, Divadlo Na Fidlovačce Praha
- E. Kishon: Ježíšmarjájosef, Právník, režie Juraj Herz, Divadlo Na Fidlovačce Praha
- Ray Cooney: Sladké tajemství, Dr. Mortimor, režie Juraj Herz, Divadlo Na Fidlovačce Praha
- Luigi Pirandello: Člověk, zvíře a ctnost, Profesor Paolini, režie Petr Rychlý, Divadlo Na Fidlovačce Praha
- Edmond Rostand: Cyrano z Bergeracu, role: Raqeneau, režie Jan Kačer, Divadlo Na Fidlovačce Praha
- Georges Feydeau: Blboun, Major Pinchard, režie Juraj Herz, Divadlo Na Fidlovačce Praha
- K. Görtnerová, E. Bryll: Malované na skle, Dopověz, režie Juraj Deák, Divadlo Na Fidlovačce Praha
- Richard Nash: Obchodník s deštěm, Šerif, režie Tomáš Töpfer, Divadlo Na Fidlovačce Praha
- Karel Čapek: Loupežník, Soused, režie Tomáš Töpfer, Divadlo Na Fidlovačce Praha
- Ray Cooney: Habaďúra, Strýček George, režie Tomáš Töpfer, Divadlo Na Fidlovačce Praha
- Tay Cooney Nerušit, prosím, Harold, režie Tomáš Töpfer, Divadlo Na Fidlovačce Praha
- Esther Vilarová, Čaj u královny, Wittgift, režie Juraj Deák, Divadlo Na Fidlovačce Praha
- Adolf Hoffmeister: Nevěsta, Otec, režie Pavel Šimák, Divadlo Na Fidlovačce Praha
- Karel David: Hvězdy na vrbě, Tajemník, režie Pavel Šimák
- Alois a Vilém Mrštíkové/Miroslav Krobot: Rok na vsi, Hrabálek, režie P. Šimák, Divadlo Na Fidlovačce Praha
- Božena Němcová/Jan Jirků: Babička, Otec Viktorky, Otec Kristly, režie J. Jirků, Divadlo Na Fidlovačce Praha
- W, Shakespeare: Sen noci svatojánské, Egeus, režie Kateřina Dušková, Divadlo Na Fidlovačce Praha
- Peter Stone: Sugar, Bienstock, režie Radek Balaš, Divadlo Na Fidlovačce Praha
- Vánoční hra – Pokoj lidem dobré vůle, Herodes, režie.Kateřina Dušková, Divadlo Na Fidlovačce Preaha
- Ženy na pokraji nervového zhroucení, Soudce, režie Kateřina Dušková, Divadlo Na Fidlovačce Praha
- Milan Tesař: Výjimečný stav, Ředitel, režie Tomáš Svoboda, Divadlo Na Fidlovačce Praha

### Divadlo U Valšů
- I. B. Singer/Zdeněk Palusga: Chytrák Sam a hlupák Gimpl, Gimpl, režie Karel Brožek, Divadlo U Valšů Praha

### Divadlo J. K. Tyla
- Tomáš Svoboda: Viktorka Plzeň aneb jinak to nevidím, František, režie T. Svoboda, Divadlo J.K.Tyla Plzeň

### Divadlo Kalich
- Moliere: Lakomec, Anselmo, režie Jakub Nvota, Divadlo Kalich Praha

### Divadlo na Vinohradech

#### Velká scéna

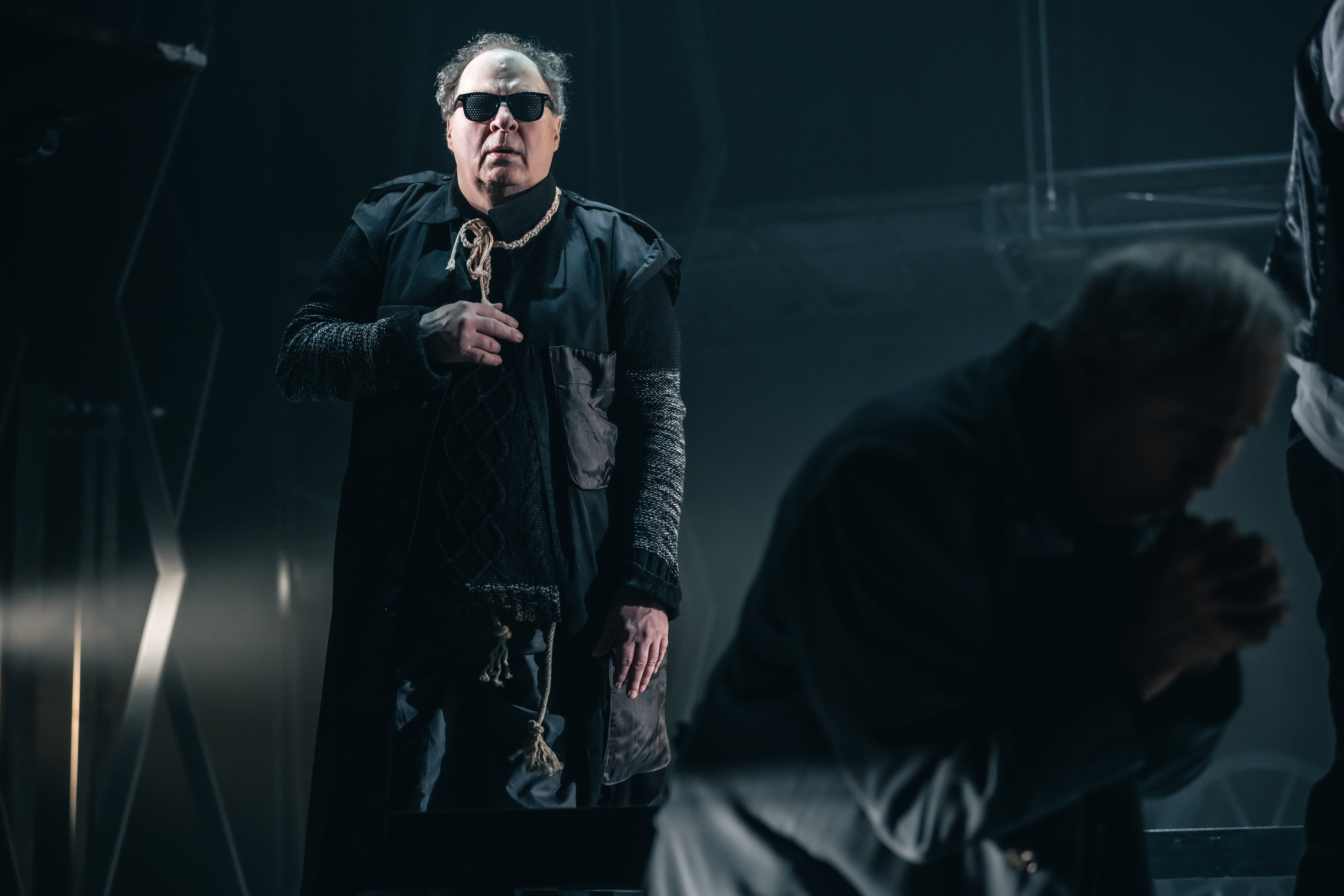
Zdeněk Palusga v roli Rodriga v inscenaci Vzpoura lásky (Fuente Ovejuna), Divadlo na Vinohradech, foto Petr Chodura (2023)

- 2020 William Shakespeare: Jak se vám líbí, režie: Juraj Deák, premiéra: 13. prosince 2019, role: Korin, starý pastýř
- 2020 Jan Vedral podle Olgy Scheinpflugové: Český román, režie: Radovan Lipus, světová premiéra: 11. září 2020, role: Sovětský důstojník – Divák – Komunista – Gestapák – Syndik
- 2020 Milan Uhde – Miloš Štědroň: Balada pro banditu, režie: Juraj Deák, premiéra: 2. října 2020, role: Bouda – Četník a vesničan
- 2021 Eugène Labiche: Slaměný klobouk, režie: Tomáš Töpfer, premiéra: 8. září 2021, role: Achilles de Rosalba, lev salónů
- 2022 Jiří Křižan – Martin Františák: Je třeba zabít Sekala, režie: Pavel Khek, premiéra: 8. dubna 2022, role: Otáhal
- 2023 Jan Vedral podle Josefa Škvoreckého: Danny Smiřický (Příběhy inženýra lidských duší), režie: Radovan Lipus, světová premiéra: 27. ledna 2023, role: Akademik – Vohnout – Ministr
- 2023 Lope de Vega: Vzpoura lásky (Fuente Ovejuna), režie: Pavel Khek, premiéra: 31. března 2023, role: Rodrigo
- 2025 Francis Scott Fitzgerald – Simon Levy: Velký Gatsby, režie: Martin Čičvák, premiéra: 1. března 2025, role: Meyer Wolfsheim

#### Studiová scéna
- 2024 Karel Steigerwald: Komedie o pronásledování a umučení dr. Šaldy, režie: Šimon Dominik, premiéra: 26. ledna 2024, role: Bard

## Filmografie (výběr)

### Televize
- 1994 Prima sezóna (TV seriál)
- 1996 Jakub a Veronika
- 1997 Pokořitelé tróje
- 2001 Brnění a rolničky
- 2001 Blboun (záznam divadelního představení)
- 2004 Poklad na Sovím Hrádku
- 2004 Redakce (TV seriál)
- 2004 Četnické humoresky (TV seriál) – Skokan
- 2004 Koumáci
- 2005 Harvey a já (záznam divadelního představení)
- 2005 Boháč a chudák
- 2005 Živnostník
- 2005 Loupežníci
- 2008 Ošklivka Katka (TV seriál)
- 2008 Čaj u královny (záznam divadelního představení)
- 2012 Vyprávěj (TV seriál)
- 2011–2022 Policie Modrava (TV seriál)
- 2018 Modrý kód
- 2019 Polda
- 2020 Modrý kód

### Filmy
- 1997 O moravské zemi
- 1989 Člověk proti zkáze
- 1995 Fany
- 2000 Otesánek
- 2001 Tuláci
- 2003 Iguo Igua
- 2011 Kožené slunce
- 2013 Jako nikdy
- 2015 Polednice
- Dále několik zahraničních filmů – např. Lazebník sibiřský